# 天眼查

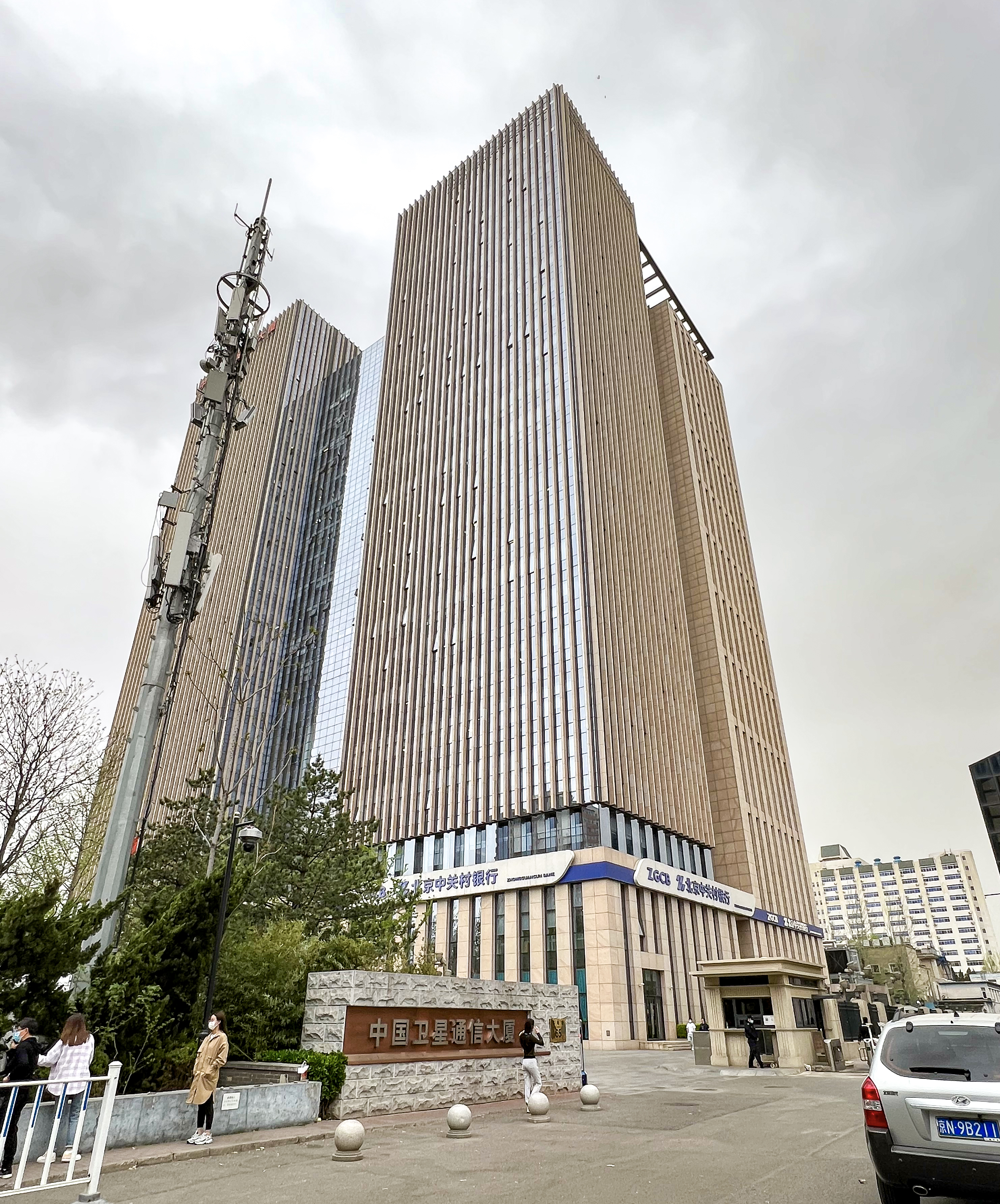
天眼查总部位于位于北京市海淀区知春路65号中国卫星通信大厦B座23层

天眼查成立於2014年10月，是北京金堤科技有限公司旗下的一個可以查询中國大陸公司各類信息的網站。該網站無需註冊即可查詢部分信息，有些信息查詢需付費，另外不對中國大陸以外IP地址開放。該網站數據來自中国企业信用信息公示系统、中国裁判文书网、中国执行信息公开网、国家知识产权局、商标局等2000多个网站的公开信息。

## 历史

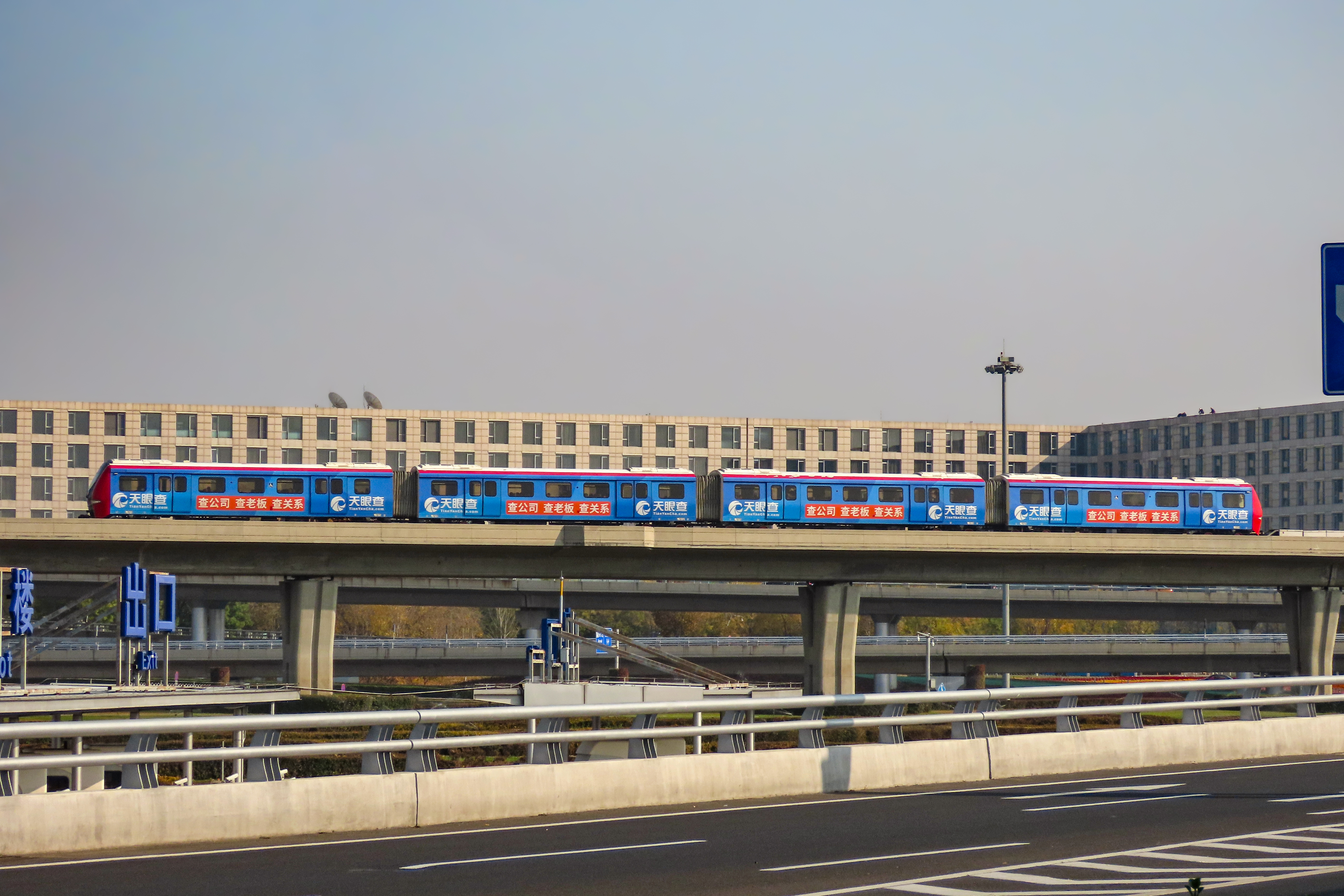
北京地铁首都机场线一列贴有天眼查广告的QKZ5型列车（2019年11月摄）

該網站總部位於北京中關村，創始人為柳超，河南開封人，出生於1981年，曾為河南省理科高考第一名，2003年毕业于北京大学计算机系，拥有伊利诺伊大学计算机硕士与博士学位，位列千人計劃，曾在微軟和搜狗任職。
公司成立之初僅為4人。2015年7月，天眼查获得腾业创投2500万元的天使轮注资。
2017年3月，天眼查獲發改委、中華人民共和國財政部等設立的國家中小企業發展基金投資。2018年1月底，天眼查APP推出“商业头条”功能，提供商業資訊。2018年，天眼查的用户超过1亿。
2019年5月，天眼查獲得中國人民銀行辦發的企业征信牌照。2019年6月，天眼查的月活跃用户量为990万。2019年1-7月期间，有643542篇媒體报道使用天眼查數據。而在App Store商務類榜單中，天眼查排名第5。截至2019年9月，天眼查收录了中華人民共和國1.8亿家公司、事业单位、基金会、学校、律所等各類信息，企业客户為6.48万家，与天眼查合作的平台方超过2,700家。

## 争议
由於天眼查公司信息公開，導致經常有人通過天眼查等網站搜尋信息後電話騷擾公司法人代表，此外天眼查亦有可能收錄錯誤的公司信息，而更正信息則需要多種公司證明因此較為困難。
2021年九月，天眼查被競爭對手企查查指控竊取數據。

## 外部連結
- 官方网站